# Фудбалска репрезентација Бурундија
Фудбалска репрезентација Бурундија (кирунд. Intamba m'Urugamba; фр. Équipe du Burundi de football; енгл. Burundi national football team) национални је фудбалски тим који на међународној фудбалској сцени представља афричку државу Бурунди. Делује под ингеренцијом Фудбалског савеза Бурундија који је основан 1962, а пуноправног члана ФИФА и КАФ од 1972. године.
Репрезентација је позната под надимком Intamba или Les Hirondelles (Ластавице), националне боје су црвена, бела и зелена, а своје домаће утакмице тим игра на Националном стадиону Принц Луи Рвагасоре у Буџумбури капацитета око 10.000 места. ФИФА кôд земље је BDI. Најбољи пласман на ФИФа ранг листи репрезентација Бурундија остварила је у августу 1993. када је заузимала 96. место, док је најлошији пласман имала током јула 1998. када је заузимала 160. место.
Репрезентација Бурундија се убраја у ред слабијих афричких селекција и тимова који се никада нису квалификовали за завршни турнир неког од светских првенстава, односно континенталног Афричког купа нација.

## Резултати на светским првенствима
| ФИФА светско првенство | ФИФА светско првенство       | ФИФА светско првенство       | ФИФА светско првенство       | ФИФА светско првенство       | ФИФА светско првенство       | ФИФА светско првенство       | ФИФА светско првенство       | ФИФА светско првенство       |                           | Квалификације за светска првенства | Квалификације за светска првенства | Квалификације за светска првенства | Квалификације за светска првенства | Квалификације за светска првенства | Квалификације за светска првенства |               |
| Година                 | Коло                         | Пласман                      | Ут                           | П                            | Н                            | И                            | Гол+                         | Гол-                         | Ут                        | П                                  | Н                                  | И                                  | Гол+                               | Гол-                               |                                    |               |
| ---------------------- | ---------------------------- | ---------------------------- | ---------------------------- | ---------------------------- | ---------------------------- | ---------------------------- | ---------------------------- | ---------------------------- | ------------------------- | ---------------------------------- | ---------------------------------- | ---------------------------------- | ---------------------------------- | ---------------------------------- | ---------------------------------- | ------------- |
| 1930−1990.             | Нису учествовали             | Нису учествовали             | Нису учествовали             | Нису учествовали             | Нису учествовали             | Нису учествовали             | Нису учествовали             | Нису учествовали             | Нису учествовали          | Нису учествовали                   | Нису учествовали                   | Нису учествовали                   | Нису учествовали                   | Нису учествовали                   |                                    |               |
| 1994.                  | Нису се квалификовали        | Нису се квалификовали        | Нису се квалификовали        | Нису се квалификовали        | Нису се квалификовали        | Нису се квалификовали        | Нису се квалификовали        | Нису се квалификовали        | 4                         | 1                                  | 1                                  | 2                                  | 2                                  | 4                                  |                                    |               |
| 1998.                  | Одустали током квалификација | Одустали током квалификација | Одустали током квалификација | Одустали током квалификација | Одустали током квалификација | Одустали током квалификација | Одустали током квалификација | Одустали током квалификација | 2                         | 2                                  | 0                                  | 0                                  | 2                                  | 0                                  |                                    |               |
| 2002.                  | Одустали од квалификација    | Одустали од квалификација    | Одустали од квалификација    | Одустали од квалификација    | Одустали од квалификација    | Одустали од квалификација    | Одустали од квалификација    | Одустали од квалификација    | Одустали од квалификација | Одустали од квалификација          | Одустали од квалификација          | Одустали од квалификација          | Одустали од квалификација          | Одустали од квалификација          |                                    |               |
| 2006.                  | Нису се квалификовали        | Нису се квалификовали        | Нису се квалификовали        | Нису се квалификовали        | Нису се квалификовали        | Нису се квалификовали        | Нису се квалификовали        | Нису се квалификовали        | 2                         | 0                                  | 1                                  | 1                                  | 1                                  | 4                                  |                                    |               |
| 2010.                  | Нису се квалификовали        | Нису се квалификовали        | Нису се квалификовали        | Нису се квалификовали        | Нису се квалификовали        | Нису се квалификовали        | Нису се квалификовали        | Нису се квалификовали        | 6                         | 2                                  | 0                                  | 4                                  | 5                                  | 9                                  |                                    |               |
| 2014.                  | Нису се квалификовали        | Нису се квалификовали        | Нису се квалификовали        | Нису се квалификовали        | Нису се квалификовали        | Нису се квалификовали        | Нису се квалификовали        | Нису се квалификовали        | 2                         | 0                                  | 1                                  | 1                                  | 2                                  | 3                                  |                                    |               |
| 2018.                  | Нису се квалификовали        | Нису се квалификовали        | Нису се квалификовали        | Нису се квалификовали        | Нису се квалификовали        | Нису се квалификовали        | Нису се квалификовали        | Нису се квалификовали        | 4                         | 2                                  | 0                                  | 2                                  | 5                                  | 6                                  |                                    |               |
| 2022.                  | Биће одлучено                | Биће одлучено                | Биће одлучено                | Биће одлучено                | Биће одлучено                | Биће одлучено                | Биће одлучено                | Биће одлучено                | Биће одлучено             | Биће одлучено                      | Биће одлучено                      | Биће одлучено                      | Биће одлучено                      | Биће одлучено                      | Биће одлучено                      | Биће одлучено |
| 2026.                  | Биће одлучено                | Биће одлучено                | Биће одлучено                | Биће одлучено                | Биће одлучено                | Биће одлучено                | Биће одлучено                | Биће одлучено                | Биће одлучено             | Биће одлучено                      | Биће одлучено                      | Биће одлучено                      | Биће одлучено                      | Биће одлучено                      | Биће одлучено                      | Биће одлучено |
| Укупно                 | −                            | 0/21                         | −                            | −                            | −                            | −                            | −                            | −                            | 20                        | 7                                  | 3                                  | 10                                 | 17                                 | 26                                 |                                    |               |

## Афрички куп нација
| Успеси на Афричком купу нација | Успеси на Афричком купу нација | Успеси на Афричком купу нација | Успеси на Афричком купу нација | Успеси на Афричком купу нација | Успеси на Афричком купу нација | Успеси на Афричком купу нација | Успеси на Афричком купу нација | Успеси на Афричком купу нација |                  |
| Година                         | Коло                           | Пласман                        | Ут                             | П                              | Н                              | И                              | Гол+                           | Гол-                           |                  |
| ------------------------------ | ------------------------------ | ------------------------------ | ------------------------------ | ------------------------------ | ------------------------------ | ------------------------------ | ------------------------------ | ------------------------------ | ---------------- |
| 1957−1974.                     | Нису учествовали               | Нису учествовали               | Нису учествовали               | Нису учествовали               | Нису учествовали               | Нису учествовали               | Нису учествовали               | Нису учествовали               |                  |
| 1976.                          | Нису се квалификовали          | Нису се квалификовали          | Нису се квалификовали          | Нису се квалификовали          | Нису се квалификовали          | Нису се квалификовали          | Нису се квалификовали          | Нису се квалификовали          |                  |
| 1978.                          | Нису учествовали               | Нису учествовали               | Нису учествовали               | Нису учествовали               | Нису учествовали               | Нису учествовали               | Нису учествовали               | Нису учествовали               | Нису учествовали |
| 1980.                          | Одустали од квалификација      | Одустали од квалификација      | Одустали од квалификација      | Одустали од квалификација      | Одустали од квалификација      | Одустали од квалификација      | Одустали од квалификација      | Одустали од квалификација      |                  |
| 1982.                          | Нису учествовали               | Нису учествовали               | Нису учествовали               | Нису учествовали               | Нису учествовали               | Нису учествовали               | Нису учествовали               | Нису учествовали               |                  |
| 1984.                          | Нису учествовали               | Нису учествовали               | Нису учествовали               | Нису учествовали               | Нису учествовали               | Нису учествовали               | Нису учествовали               | Нису учествовали               |                  |
| 1986.                          | Нису учествовали               | Нису учествовали               | Нису учествовали               | Нису учествовали               | Нису учествовали               | Нису учествовали               | Нису учествовали               | Нису учествовали               |                  |
| 1988.                          | Нису учествовали               | Нису учествовали               | Нису учествовали               | Нису учествовали               | Нису учествовали               | Нису учествовали               | Нису учествовали               | Нису учествовали               |                  |
| 1990.                          | Нису учествовали               | Нису учествовали               | Нису учествовали               | Нису учествовали               | Нису учествовали               | Нису учествовали               | Нису учествовали               | Нису учествовали               |                  |
| 1992.                          | Нису учествовали               | Нису учествовали               | Нису учествовали               | Нису учествовали               | Нису учествовали               | Нису учествовали               | Нису учествовали               | Нису учествовали               |                  |
| 1994.                          | Нису се квалификовали          | Нису се квалификовали          | Нису се квалификовали          | Нису се квалификовали          | Нису се квалификовали          | Нису се квалификовали          | Нису се квалификовали          | Нису се квалификовали          |                  |
| 1996.                          | Нису учествовали               | Нису учествовали               | Нису учествовали               | Нису учествовали               | Нису учествовали               | Нису учествовали               | Нису учествовали               | Нису учествовали               |                  |
| 1998.                          | Одустали од наступа            | Одустали од наступа            | Одустали од наступа            | Одустали од наступа            | Одустали од наступа            | Одустали од наступа            | Одустали од наступа            | Одустали од наступа            |                  |
| 2000.                          | Нису се квалификовали          | Нису се квалификовали          | Нису се квалификовали          | Нису се квалификовали          | Нису се квалификовали          | Нису се квалификовали          | Нису се квалификовали          | Нису се квалификовали          |                  |
| 2002.                          | Нису се квалификовали          | Нису се квалификовали          | Нису се квалификовали          | Нису се квалификовали          | Нису се квалификовали          | Нису се квалификовали          | Нису се квалификовали          | Нису се квалификовали          |                  |
| 2004.                          | Нису се квалификовали          | Нису се квалификовали          | Нису се квалификовали          | Нису се квалификовали          | Нису се квалификовали          | Нису се квалификовали          | Нису се квалификовали          | Нису се квалификовали          |                  |
| 2006.                          | Нису се квалификовали          | Нису се квалификовали          | Нису се квалификовали          | Нису се квалификовали          | Нису се квалификовали          | Нису се квалификовали          | Нису се квалификовали          | Нису се квалификовали          |                  |
| 2008.                          | Нису се квалификовали          | Нису се квалификовали          | Нису се квалификовали          | Нису се квалификовали          | Нису се квалификовали          | Нису се квалификовали          | Нису се квалификовали          | Нису се квалификовали          |                  |
| 2010.                          | Нису се квалификовали          | Нису се квалификовали          | Нису се квалификовали          | Нису се квалификовали          | Нису се квалификовали          | Нису се квалификовали          | Нису се квалификовали          | Нису се квалификовали          |                  |
| 2012.                          | Нису се квалификовали          | Нису се квалификовали          | Нису се квалификовали          | Нису се квалификовали          | Нису се квалификовали          | Нису се квалификовали          | Нису се квалификовали          | Нису се квалификовали          |                  |
| 2013.                          | Нису се квалификовали          | Нису се квалификовали          | Нису се квалификовали          | Нису се квалификовали          | Нису се квалификовали          | Нису се квалификовали          | Нису се квалификовали          | Нису се квалификовали          |                  |
| 2015.                          | Нису се квалификовали          | Нису се квалификовали          | Нису се квалификовали          | Нису се квалификовали          | Нису се квалификовали          | Нису се квалификовали          | Нису се квалификовали          | Нису се квалификовали          |                  |
| 2017.                          | Нису се квалификовали          | Нису се квалификовали          | Нису се квалификовали          | Нису се квалификовали          | Нису се квалификовали          | Нису се квалификовали          | Нису се квалификовали          | Нису се квалификовали          |                  |
| 2019.                          | Будући догађај                 | Будући догађај                 | Будући догађај                 | Будући догађај                 | Будући догађај                 | Будући догађај                 | Будући догађај                 | Будући догађај                 |                  |
| 2021.                          | Будући догађај                 | Будући догађај                 | Будући догађај                 | Будући догађај                 | Будући догађај                 | Будући догађај                 | Будући догађај                 | Будући догађај                 |                  |
| 2023.                          | Будући догађај                 | Будући догађај                 | Будући догађај                 | Будући догађај                 | Будући догађај                 | Будући догађај                 | Будући догађај                 | Будући догађај                 |                  |
| Укупно                         | −                              | 0/31                           | −                              | −                              | −                              | −                              | −                              | −                              |                  |